# Benjamin Ingrosso
Benjamin Daniele Wahlgren Ingrosso (født 14. september 1997) er en svensk sanger og sangskriver, som repræsenterede Sverige ved Eurovision Song Contest 2018 med sangen "Dance You Off". Han opnåede en 7. plads i den europæiske sangkonkurrence. i 2006 vandt han Lilla Melodifestivalen 2006 med "Hej Sofia", og sammen med Sanna med sangen "Genom skog, berg och hav" og Made med sangen "Inga känslor kvar" repræsenterede de Sverige i MGP Nordic 2006, hvor det var det danske SEB der vandt med sangen "Tro på os to"